# کریستوفر کاس
 کریستوفر کاس (انگلیسی: Christopher Kas؛ زادهٔ ۱۳ ژوئن ۱۹۸۰) یک تنیس‌باز اهل آلمان است.